# Municipalità regionale della contea di Bonaventure
La municipalità regionale di contea di Bonaventure è una municipalità regionale di contea del Canada, localizzata nella provincia del Québec, nella regione di Gaspésie-Îles-de-la-Madeleine.
Il suo capoluogo è New Carlisle.

## Suddivisioni
City e Town
- Bonaventure
- New Richmond
- Paspébiac

Municipalità
- Caplan
- Cascapédia-Saint-Jules
- Hope Town
- New Carlisle
- Saint-Alphonse
- Saint-Elzéar
- Shigawake

Parrocchie
- Saint-Siméon

Township
- Hope
- Saint-Godefroi

Territori non organizzati
- Rivière-Bonaventure